# Cabochienská ordonance
Cabochienská ordonance (francouzsky Ordonnance cabochienne) je ve francouzských dějinách označení pro královské nařízení, které roku 1413 vyhlásil francouzský král Karel VI. Během občanské války mezi Armagnaky a Burgunďany, která probíhala za stoleté války, došlo na jaře 1413 k povstání cabochienů, kteří ovládli Paříž. Když byl král nucen v květnu vyhlásit ordonanci, byla nazvána po povstalcích. Tento výnos přebíral zásady tzv. velké ordonance z roku 1357 a zaváděl monarchii kontrolovanou generálními stavy. Stavy text projednávaly v lednu a únoru 1413. Jednalo se především o reformu financování království, kdy stanovování daní a dohled nad státními financemi přecházely na generální stavy. Toto nařízení však mělo krátkodobé trvání. Pařížané vystrašení požadavky cabochienů si pozvali na pomoc Armagnaky, kteří v srpnu 1413 znovu získali kontrolu nad hlavním městem. Ordonance byla zrušena 5. září téhož roku.